# Germasógeia (ort)
Germasógeia (engelska: Yermasoyia, Germasogeia) är en ort i Cypern.   Den ligger i distriktet Eparchía Lemesoú, i den centrala delen av landet, 60 km sydväst om huvudstaden Nicosia. Germasógeia ligger 59 meter över havet och antalet invånare är 13 421. Den ligger på ön Cypern.
Terrängen runt Germasógeia är kuperad norrut, men söderut är den platt. Havet är nära Germasógeia åt sydost.  Närmaste större samhälle är Limassol, 5,9 km sydväst om Germasógeia. 